# Taylor Kinney
Taylor Jackson Kinney (Lancaster, 15 de julio de 1981) es un actor y modelo estadounidense. Es conocido por sus papeles como Mason Lockwood en The Vampire Diaries, Jared (marine de las SEAL) en La noche más oscura y teniente Kelly Severide en Chicago Fire, Chicago P.D. y Chicago Med.

## Biografía
Kinney nació el 15 de julio de 1981 en Lancaster, Pensilvania. Su padre, Daniel Kinney, era banquero, y su madre, Pamela Heisler, trabajaba como higienista dental. No obstante, debido al divorcio de sus padres creció en Neffsville, Pensilvania, junto con su madre y sus tres hermanos (Adam, Ryan y Trent). Él tiene ascendencia irlandesa.
En 2000, se graduó de la Escuela de Lancaster Menonita. Estudió administración de empresas en la Universidad de Virginia Occidental antes de desarrollar un interés por la actuación, aunque dejó la universidad durante su primer año y se trasladó a Hawái, donde trabajó como carpintero. Posteriormente obtuvo su primer papel importante en la efímera telenovela estadounidense Fashion House (MyNetworkTV, 2006).

## Carrera
Kinney desempeñó el papel de Lucas Gianni en la serie de televisión Fashion House en MyNetworkTV, y también interpretó a Glenn Morrison en Trauma en NBC.
Kinney también tuvo un papel recurrente en el drama sobrenatural The Vampire Diaries de The CW, formando parte del elenco durante la segunda temporada como Mason Lockwood, un antiguo residente de Mystic Falls que vuelve a casa después de haber desaparecido durante siete años para hacer frente a la muerte de su hermano (el alcalde).
Su aparición en la serie dio lugar a una serie de oportunidades para el actor, incluyendo un papel como invitado en Shameless como Craig, expareja de la escuela secundaria del personaje principal (interpretado por Emmy Rossum). En 2011, Kinney apareció en el video musical de Lady Gaga para la canción «Yoü and I», incluida en el segundo álbum de estudio de la cantante.
Después de varios años como actor de reparto, Kinney consiguió un papel protagonista en Chicago Fire, una serie de drama basada en las vidas de los bomberos y paramédicos de la ciudad. Kinney interpretó el papel del teniente Kelly Severide, un bombero fuerte y guapo opuesto al más reservado y dominante teniente Matthew Casey (papel interpretado por Jesse Spencer). Ese mismo año, Kinney dio el salto a la gran pantalla en el aclamado drama de guerra La noche más oscura de Kathryn Bigelow, interpretando a uno de los marines de las SEAL que tomaron a Osama bin Laden.

## Vida personal
Su hermano menor, Ryan, murió el 7 de septiembre de 2008.
Kinney estuvo vinculado a la estrella pop Lady Gaga con quien comenzó a salir en 2011 después de conocerse en el set de «Yoü and I». En febrero de 2015 se comprometieron en el restaurante neoyorquino Joanne Trattoria (propiedad de la familia de Gaga) en un ambiente muy íntimo, quedando pendiente una futura boda, la cual no tuvo fecha prevista públicamente. En julio de 2016, la pareja dio a conocer que habían roto su compromiso después de cinco años de relación. No obstante, no explicaron los motivos exactos de la separación.
En 2022, Kinney comenzó a salir con la modelo, Ashley Cruger. El 30 de abril de 2024, Kinney y Cruger se casaron en una ceremonia privada en Chicago.

## Filmografía

### Películas
| Año  | Título                | Personaje      | Notas                  |
| ---- | --------------------- | -------------- | ---------------------- |
| 2007 | White Air             | Frank          |                        |
| 2007 | Furnace               | Bill Jamison   |                        |
| 2010 | Scorpio Men on Prozac | Amante de May  | Película independiente |
| 2011 | Prodigal''            | Brad Searcy    |                        |
| 2012 | Stars in Shorts       | Brad Searcy    |                        |
| 2012 | Least Among Saints    | Jessie         |                        |
| 2012 | La noche más oscura   | Jared          |                        |
| 2014 | The Other Woman       | Phil           | Papel Secundario       |
| 2015 | Rock the Kasbah       | Soldado Barnes |                        |
| 2016 | The Forest            | Aiden          |                        |
| 2018 | Here and now          | Jordan         |                        |

### Televisión
| Año             | Título                           | Personaje      | Notas                                                                   |
| --------------- | -------------------------------- | -------------- | ----------------------------------------------------------------------- |
| 2006            | Fashion House                    | Luke Gianni    | 35 episodios                                                            |
| 2007            | What About Brian                 | Jared          | Episodio: "What About Secret Lovers..."                                 |
| 2008            | Bones                            | Jimmy Fields   | Temporada 3 Episodio 11: "Player Under Pressure" (Jugando bajo presión) |
| 2009            | Trauma                           | Glenn Morrison | 19 episodios (2009-2010)                                                |
| 2010            | The Vampire Diaries              | Mason Lockwood | 9 episodios (2010)                                                      |
| 2011            | A Mann's World                   | France         | Telefilme                                                               |
| 2011            | Five                             | Tommy          | Telefilme                                                               |
| 2011            | CSI: NY                          | Jayson Locke   | Episodio: "Identity Crisis"                                             |
| 2011            | Rizzoli & Isles                  | Jesse Wade     | Episodio: "Don't Hate the Player"                                       |
| 2012            | Dating Rules from My Future Self | Dave           | 8 episodios                                                             |
| 2012            | Shameless                        | Craig Heisner  | 2 episodios                                                             |
| 2012            | Castle                           | Darren Thomas  | Episodio: "Once Upon a Crime"                                           |
| 2012            | Breakout Kings                   | Perry          | Episodio: "SEALd Fate"                                                  |
| 2012 - Presente | Chicago Fire                     | Kelly Severide | Elenco principal                                                        |
| 2014 - Presente | Chicago P.D.                     | Kelly Severide | Rol recurrente                                                          |
| 2015 - Presente | Chicago Med                      | Kelly Severide | Rol recurrente                                                          |

### Videos musicales
| Año(s) | Título    | Cantante  |
| ------ | --------- | --------- |
| 2011   | Yoü and I | Lady Gaga |

## Premios y nominaciones
| Año(s) | Categoría                      | Premio                 | Trabajo nominado | Resultado |
| ------ | ------------------------------ | ---------------------- | ---------------- | --------- |
| 2015   | Actor dramático de TV favorito | People's Choice Awards | Chicago Fire     | Nominado  |
| 2016   | Actor dramático de TV favorito | People's Choice Awards | Chicago Fire     | Ganador   |
| 2017   | Actor dramático de TV favorito | People's Choice Awards | Chicago Fire     | Nominado  |